# 宮瀨茉祐子
宮瀨茉祐子（1982年6月12日—），出身於福岡縣。前富士電視台體育播報員，現已引退。

## 經歷
家庭經營醫院，有一個小兩歲的妹妹。先後就讀於福岡雙葉高等學校、成蹊大學法學部。2001年當選「成蹊大學小姐」。
大學期間曾擔任足球俱樂部的經理，也曾在BS富士實習。有在擔任街頭訪問的經驗。
2003年11月22日，時任自由民主黨幹事長的安倍晉三重返母校成蹊大學進行演說，原定主持人是同樣成蹊大學出身的高島彩，但高島臨時有事未能前來，由當時還是學生的宮瀨代替。
2004年，擔任《台場冒險王》館內播放的「頻道冒險王」的主持人。
2005年4月，正式加入富士電視台，成為播報員。入社後主要擔任體育節目主播。
與前輩千野志麻、中村仁美、戶部洋子、高橋真麻，後輩加藤綾子是好友。
2011年7月16日退社，7月18日與在大型廣告代理商工作的男友結婚。婚後丈夫因為工作調任美國，跟隨前往。